# Przedsiębiorstwo energetyczne

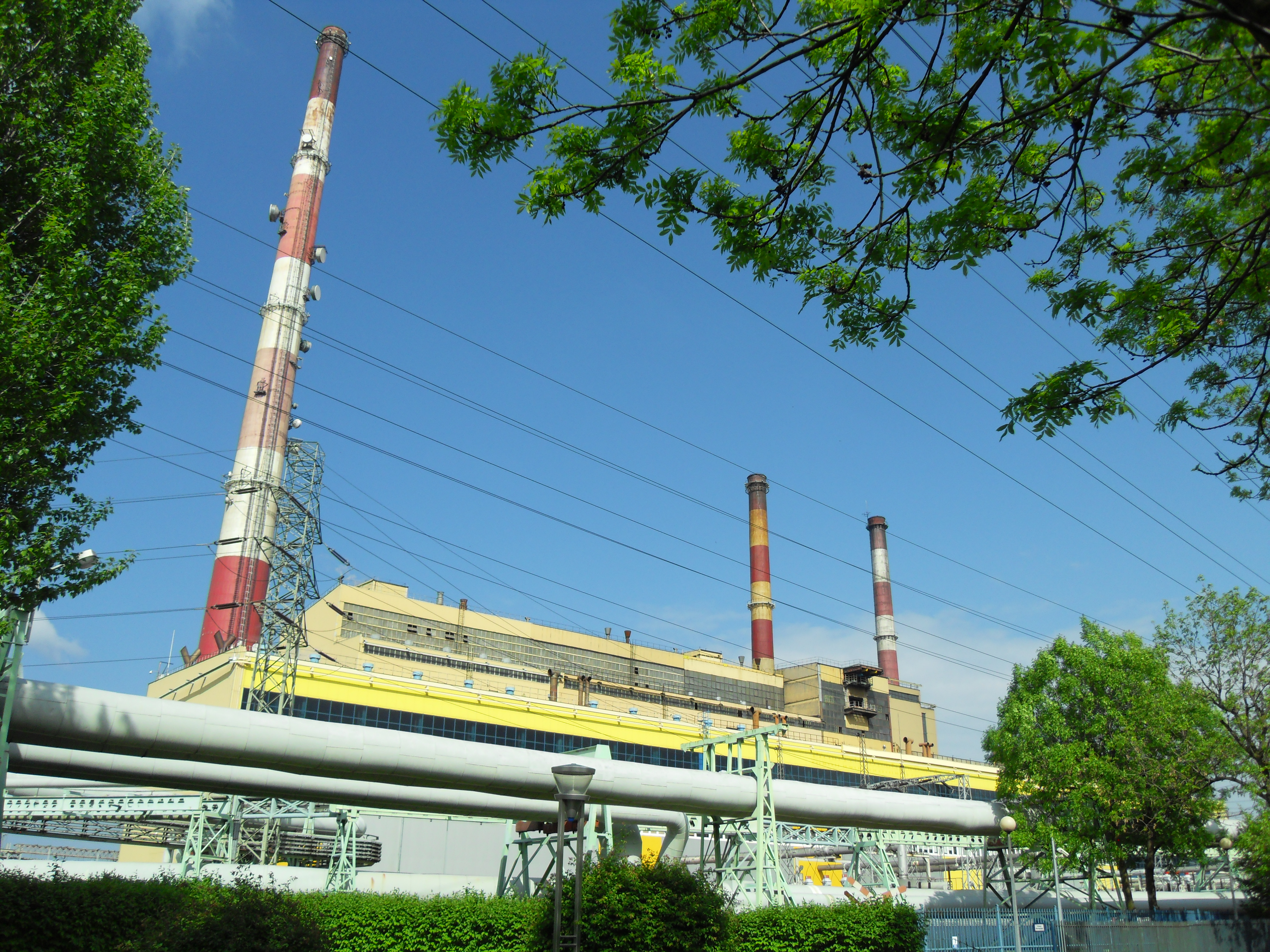
Przedsiębiorstwo energetyczne

Przedsiębiorstwo energetyczne (pojęcie zdefiniowane i niepoprawnie nazwane w ustawie z 1997 r. – Prawo energetyczne), a właściwie przedsiębiorca energetyczny (pojęcie oddające poprawnie sens definicji zawartej w ustawie):
- według prawa unijnego – to osoba fizyczna lub prawna, która prowadzi przynajmniej jedną z następujących działalności: wytwarzanie, przesył, dystrybucja, agregacja, odpowiedź odbioru, magazynowanie energii, dostawy lub zakup energii elektrycznej, i która odpowiada za zadania handlowe, techniczne lub w zakresie utrzymania dotyczące tych rodzajów działalności, z wyłączeniem odbiorców końcowych[2].
- według polskiego Prawa energetycznego – to podmiot prowadzący działalność gospodarczą w zakresie[3]:

a) wytwarzania, przetwarzania, magazynowania, przesyłania, dystrybucji paliw albo energii lub obrotu nimi albo
b) przesyłania dwutlenku węgla lub
c) przeładunku paliw ciekłych.